# Рибальський (півострів)
Рибальський (півн.-саам. Giehkirnjárga, фін. Kalastajasaarento, норв. Fiskerhalvøya) — півострів на півночі Росії. Адміністративно входить до Печензького райоу Мурманської області. Омивається Баренцовим морем та Мотовською затокою. Є платом, що круто обривається до моря. Плато складено породами раннього силуру (438—421 млн років) — глинистими сланцями, пісковиками та вапняками. Найвища точка — гора Ейна, 299 м. Площа — 1200 km². Тундрова рослинність. Прибережні води багаті на рибу (оселедець, тріску, мойву тощо). На південь від півострова розташований півострів Середній. З півночі на півострів вдається на 3,5 кілометра велика затока — Зубовська губа.